# Caçununga
A caçununga (Agelaia vicina), nome que em língua tupi significa "vespa que fica zunindo" (do verbo tupi sunung, zunir), é uma espécie de vespa que mede cerca de 11 mm de comprimento, conhecidas pelo ruído típico e pelas picadas dolorosas. Tais insetos possuem uma coloração pardacenta escura, contando com desenho amarelo. Constroem ninhos sem invólucros em locais abrigados.

## Outros nomes e etimologia
Caçununga vem do tupi kawa-sunúng, que significa "vespa que zune" (kaba, vespa, sunung, zunir).

## Taxonomia
A espécie foi descrita em 1854 por Henri de Saussure. 